# 佳乐麝香
佳乐麝香 （商品名称；又名Galaxolide,Abbalide, Pearlide, Astrolide,麝香50，Polarlide；常见化学名称1,3,4,6,7,8-六氢-4,6,6,7,8,8,-六甲基-环戊并[g]苯并吡喃或HHCB）是一种用于芳香剂的合成原料，有干净甜美的花香型木质麝香气味。它是香水和古龙水制造商用来在产品中添加麝香气味的成份之一。佳乐麝香首次合成于1965年，并于1960年代后期用于一些织物柔软剂和清洁剂。 高浓度的佳乐麝香也常用在高级香水中。

## 化学性质
佳乐麝香是IFF所生产的一种香精原料的商品名称，CAS号为1222-05-5，CAS化学名称为1,3,4,6,7,8-六氢-4,6,6,7,8,8-六甲基-环戊并[g]-2-苯并吡喃。
佳乐麝香的国际纯化学和应用化学联合会（IUPAC）名称为4,6,6,7,8,8,- 六甲基-1,3,4,6,7,8-六氢-环戊并[g]-异苯并吡喃，更常用的其他化学名为1,3,4,6,7,8-六氢-4,6,6,7,8,8,-六甲基-环戊并[g]苯并吡喃（缩写HHCB）。佳乐麝香的这个化学名称缩写HHCB，被广泛用于各类刊物。佳乐麝香还拥有国际化妆品原料名（INCI）hexamethylindanopyran（六甲基茚满并吡喃）。

## 理化性质
佳乐麝香是异构体的混合物。它的4-和7-碳为手性中心。异构体为 (4R,7R), (4R,7S), (4S,7S) 和 (4S, 7R)。佳乐麝香的分子式为C18H26O，分子质量为258.4克/摩尔。室温下为非常粘稠的液体。佳乐麝香在400帕气压下的沸点为160摄氏度，据此计算得出，其熔点为-20摄氏度，沸点为330摄氏度 。

## 历史
佳乐麝香是于二十世纪六十年代在IFF由Heering和Beets开发的。
佳乐麝香首次合成于1965年，它的成功开发主要归功于Beets在多环麝香分子的发香基团方面的工作，意图为提高已有的合成麝香分子的稳定性和疏水性 。

## 气味
佳乐麝香逐渐已成为由国际香料协会所定义的多环麝香类分子中关键的合成麝香原料。它的气味被描述为“干净”，甜美，花香，木质麝香。研究显示，(4S,7R)和(4S, 7S)两种分子构型是佳乐麝香中最强效的香味来源，它们的气味阈值为1毫微克/升或更低。。

## 环境数据
佳乐麝香在鱼类中的生物富集系数（BCF）范围是600-1600，辛醇/水分配系数的对数值（Log Kow）为5.5（5.3-5.9）左右 。
由于其不具生物富集性和毒性，欧盟认定佳乐麝香不符合被归为在环境中具有持续性、生物累积性和毒性（PBT）的物质的条件。然而，美国环保署（EPA）评估佳乐麝香中发现，它具有适度的持续性和生物富集性以及对水生生物的强毒性。  美国EPA的PBT分析工具软件， PBT Profiler，也估算佳乐麝香超出EPA对PBT的定义标准。
此外，还有研究表明佳乐麝香在环境中降解为Log Kow小于4的初级产物，随后进一步降解为更亲水的Log Kow小于1的产物。
佳乐麝香在欧盟危险物管理法规（DSD）下被归为R50/53，在欧盟新的分类，标签，包装（CLP）分类法则下为H410。
尽管有研究报告在环境相中检测到佳乐麝香，这些研究也已被不同官方机构纳入为对佳乐麝香环境安全评估的一部分，但他们普遍认为没有必要采取降低风险的措施。
佳乐麝香污染在美国五大湖中曾被检测出。在一项对伊利湖湖泊沉积物的研究中，发现佳乐麝香的含量每8-16年翻一倍。佳乐麝香在密歇根湖的92%水样中也被检测出。但佳乐麝香已被证明可以在废水处理厂通过臭氧化作用被去除。
有报道指出在人类生物监测研究中检测到佳乐麝香，它在人体组织中的存在性已被几个官方科学机构所评估。比如说，在2004年一项研究中，从97%的来自马塞诸塞州的母乳样品中检测出了微量佳乐麝香。
根据“安全化学品绿色筛选”的评估方法，佳乐麝香被认定为1级，代表有害等级最高的化学品，建议避免使用。

## 人类健康
佳乐麝香没有刺激性，无毒，不属于致癌、致突变、具生殖毒性的物质，也不是致敏剂 。尽管有这些测试数据，欧盟消费者安全科学委员会还是把佳乐麝香纳入要求化妆品产品标注过敏原组分的提案，虽然他们声称在过去几十年，全球只有不超过100个案报告因为使用化妆品而对佳乐麝香产生皮肤刺激或过敏反应。
多个法规机构已详细审查和评估了有关佳乐麝香存在性的生物监测研究, 。所有这些研究的结果均表明佳乐麝香在消费品中可以安全使用，如下一章节“法规和安全管理”中所述。

## 法规和安全管理
在2002年，为欧盟委员会提供有关人类健康指导意见的专家组，即化妆品和非食品类商品科学委员会（SCCNFP），评估了佳乐麝香用于化妆品时对人体的安全性，并于2002年9月17日发表了最终意见。SCCNFP指出“…HHCB（佳乐麝香）可以作为香精原料安全使用于化妆品中，不受任何使用限制”。
2003年3月，欧洲化学品管理局（ECB）发表结论，根据ECB的标准佳乐麝香不属于有持续性、生物富集性和毒性的物质；并将佳乐麝香从他们的PBT草案列表中删除。
在欧盟现有物质管理法规中，佳乐麝香列在有待于被评估物质的第四级优先名单上。这个优先级列表是由欧盟编制的第四个有待成员国主管机构评估的高产量物质列表，这一举措是欧盟理事会793/93号法规“对现有物质风险的评估和管理”要求中的一部分。欧盟在2008年对此研究发表了最终报告并总结道，对于所有的人类安全及环境指标，“目前不需要更进一步的信息和/或测试，也不需采取降低风险的措施 。”
此外，欧盟健康和环境风险科学委员会（SCHER）作为欧盟委员会的顾问团独立审核了有关佳乐麝香的环境、人类健康和非直接暴露的风险评估，并同意欧盟专家的所有结论，即“目前不需要更进一步的信息和/或测试，也不需采取降低风险的措施 。” SCHER据此分别发表了关于佳乐麝香的对于环境,、人类健康，以及非直接暴露对人类健康影响的意见书。
作为EU REACH 法规责任的一部分，佳乐麝香在欧盟市场的生产商和进口商已于2010年12月向位于赫尔辛基的欧洲化学品管理局注册了佳乐麝香。
在2010年，美国俄勒冈州将佳乐麝香列入该州的主要持续性污染物列表（P3）。这份列表收录了有文献记载的会对人类健康、野生动植物和水生生命产生影响的，有持续性、生物累积性的毒性物质。
前不久，美国环保署在其有毒物质控制法案（TSCA）工作计划的化学品项目中评估了佳乐麝香对人类健康和环境的影响，并总结道“…评估显示没有风险担忧。” 
以上所有对于佳乐麝香的法规及安全评估均引用同行评审的有关文献，这些文献涵盖了佳乐麝香在环境和人体中的存在性以及很多其他研究报告。鉴于该物质在安全性、环境性和暴露性方面的可靠数据，以上所有的审核都得出了对此香精原料安全性有利的结论。